# عفريت بي إس دي

صورة للعفريت الجميل

عفريت بي إس دي اسمه المستعار بيستي (بالإنجليزية: BSD Daemon؛ Beastie)‏ هو جالب الحظ لنظام التشغيل بي إس دي.

## نظرة عامة
تم تسمية عفريت بي إس دي بعد برنامج عفريت، الذي أنشئ على الأنظمة شبيه يونكس، الذي يشكل من مجموعة كلمات رسمة كرتونية لعفريت. اسم العفريت المستعار بيستي هو نتيجة إدغام الأخرف بي إس دي.

## رسمة آسكي
رسمة آسكي لعفريت بي إس دي (والتي قد لا تتناسب مع دقة بعض المتصفحات) رسمت بواسطة فلكس لي تظهر في قائمة تشغيل فري بي‌إس‌دي الإصدار 5 ويمكن ضبطها كصورة بدء تشغيل في الإصدارات اللاحقة.